# Павлокома
Павлокома (пол. Pawłokoma) — село в Польщі, у гміні Динів Ряшівського повіту Підкарпатського воєводства. Розташоване на Закерзонні (в історичному Надсянні).
Населення — 534 особи (2011).
Село Павлокома розташоване за 40 км на захід від Перемишля, у долині річки Сян.

## Історія
Перша відома письмова згадка про Павлокому датована 1441 роком. До первісних 5 мешканців Павлокоми прибували з часом, крім двірської служби, чужі люди, корчували тут ліси та дали початок селу. Вже 1595 року там існувала парафія східного обряду.
Усі міжвоєнні та воєнні 1940-ві роки село було відоме високим рівнем української національної свідомості. Село належало до Березівського повіту Львівського воєводства. У середині вересня 1939 року німці окупували село, однак уже 26 вересня 1939 року мусили відступити з правобережної частини Сяну, оскільки за пактом Ріббентропа-Молотова вона належала до радянської зони впливу. 27.11.1939 постановою Верховної Ради УРСР село в ході утворення Дрогобицької області включене до Добромильського повіту. Територія ввійшла до складу утвореної 27 листопада 1939 року Дрогобицької області УРСР (обласний центр — місто Дрогобич) і утвореного 17.01.1940 Бірчанського району (районний центр — Бірча). Наприкінці червня 1941, з початком Радянсько-німецької війни, територія знову була окупована німцями. В липні 1944 року радянські війська знову оволоділи цією територією. В березні 1945 року територія віддана Польщі.
3 березня 1945 року польські бандити під командою поручника львівської АК Юзефа Бісса «Вацлава» в жорстокий спосіб позбавили життя 365 павлокомських українців разом із місцевим парохом о. Володимиром Лемцьом.
У 1975-1998 роках село належало до Перемишльського воєводства.

## Населення
- у 1879 році було 758 українців, 100 римо-католиків та 100 євреїв;
- у 1909 році 970 українців, 240 римо-католиків, 2 родини євреїв;
- у 1930 році у селі мешкало 982 українця, 261 римо-католик, 7 єврейських родин.

У 1936 році у селі мешкало 898 українців-грекокатоликів.
На 01.01.1939 у селі було 1370 жителів (1030 українців-грекокатоликів, 160 українців-римокатоликів, 70 поляків, 100 польських колоністів міжвоєнного періоду і 10 євреїв).

## Релігія

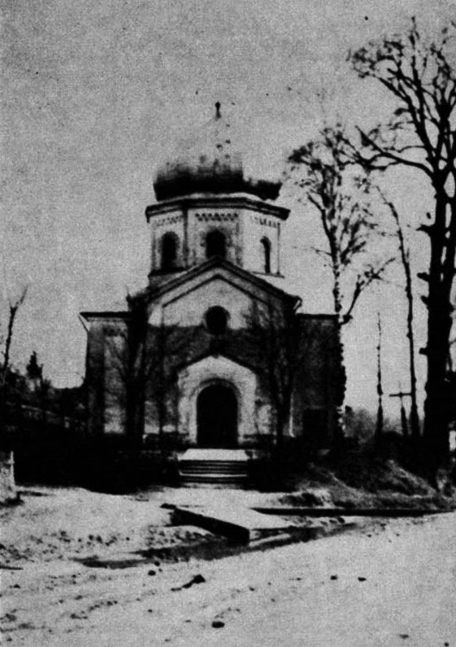
Церква Покрови Богородиці. Споруджена у 1909, зруйнована у 1965р.

Фрагмент іконостасу церкви у Павлокомі станом на 1960 р.

Отець Василь Шевчук, попередник на посаді пароха місцевої громади вбитого поляками Володимира Лемця, згодом — військовий капелан УПА на псевдо «Кадило»

До другої світової війни в селі були дерев'яна Церква Пресвятої Богородиці (за шематизмом 1879 р.), в 1909 році тимчасова каплиця, в 1930 р. нова мурована церква Покрова Пресв. Богородиці. При церкві були Братство тверезості і апостольство молитви. Церква була парафіяльною, до парафії належали с. Бартківка і с. Сільниця. До 1930 р. парафія входила до Бірчанського деканату Перемишльської єпархії, у 1934—1947 рр. — до Динівського деканату Апостольської адміністрації Лемківщини).
Парохами села були:
- у 1879 р. — о. А. Копистянський,
- у 1909 р. — о. І. Городецький.

Опісля душпастирями були оо.: Чайковський, Антонович, Лебедович, Калужняцький, Гук, Добрянський, Паславський.
В 1936 р. управителем був о. Василь Шевчук, а після нього о. В. Лемцьо (вбитий поляками).
Коли перша дерев'яна церква в Павлокомі згоріла, її мешканці ходили до церкви в Сільниці, де була колись самостійна греко-католицька парафія. Місце, де стояла та церква і де були побудовані приходські будинки в Сільниці, називають тепер «пробощувка». Коли церква і в Сільниці згоріла, у Павлокомі побудували нову дерев'яну, що була до 1909 р. а опісля збудовано нову, муровану Покрови Пресвятої Богородиці. Сільничани не хотіли складати датків на парафіяльні і церковні потреби матерньої церкви в Павлокомі і всі перейшли в 1875 р. на латинський обряд і приєднані були до латинської парафії в Диляґовій. Метрики вінчань велись від 1784 р.; інші метрикальні книги пропали під час війни.

## Освіта
В 1909 р. була школа з українською мовою навчання. У Бартківці і Дильонговій — польські школи. Всіх українських дітей в школах — 120. У 1930—1936 роках була двокласова школа з польською мовою навчання.
У 1909 році була заснована читальня ім. Качковського, у 1930 році — читальня товариства «Просвіти».

## Відомі люди

### Уродженці
- Гук Мирослав — окружний референт пропаганди Чортківської округи, лицар Срібного хреста заслуги УПА.
- Микола Левицький — місцевий народний діяч і учитель.
- Андрій Мудрик (1893—1969) — кооператор, суспільний діяч і організатор кооперації, молочарства, автор опису п.н. «Трагедія села Павлокоми», у збірнику «Перемишль західній бастіон України», у якому описує рідне село і його повоєну трагедію.
- Петро-Йосип Потічний — вістун УПА, професор Мак-Мастерського університету (Канада).

## Демографія
Демографічна структура станом на 31 березня 2011 року:
|          | Загалом | Допрацездатний вік | Працездатний вік | Постпрацездатний вік |
| -------- | ------- | ------------------ | ---------------- | -------------------- |
| Чоловіки | 266     | 62                 | 174              | 30                   |
| Жінки    | 268     | 71                 | 149              | 48                   |
| Разом    | 534     | 133                | 323              | 78                   |